# Кимеријци
Кимеријци (акадски: 𒇽𒄀𒂆𒊏𒀀𒀀, романизовано: mat Gimirrāya; хебрејски: גֹּמֶר, романизовано: Gōmer; старогрчки: Κιμμέριοι, романизовано: Kimmerioi; латински: Cimmerii) су били древни номадски народ који је током старог века насељавао северне обале Црног мора (култура Андроново). Већина информација o Кимеријцима позната је из Херодотових дела који описује њихово бежање пред Скитима, продор у Малу Азију и угрожавање Грчке, Лидије и Асирије, те коначни пораз који им је нанео лидијски краљ Алијат, односно њихов повратак у Тракију. Кимеријци се такође помињу у Страбоновим делима помињући њихову инвазију на Фригију. Према савременим историчарима порекло Кимерана (Кимеријаца) је индоевропско, а најчешће их повезују са Трачанима или иранским народима односно Скитима.

## Име
Енглеско назив Cimmerians је изведен из латинског Cimmerii, које и сам потиче од старогрчког Kimmerioi (Κιμμεριοι), крајње неизвесног порекла за шта су постојали различити предлози:
- према Јаношу Хармати, изведено је од староиранског *Gayamira, што значи „унија кланова”.[7]
- Сергеј Ремирович Тохтасиев и Игор Диаконоф изводе га из староиранског израза *Gāmīra или *Gmīra, што значи „мобилна јединица”.[5][8]
- Асколд Иванчик изводи име Кимеријаца из изворног облика *Gimĕr- или *Gimĭr-, нејасног значења.[9]

## Идентификација
Кимеријци су били номадски ирански народ Eвроазијске степе. Археолошки, није било разлике између материјалних култура предскитског становништва које је живело у областима кавкаскe степe и областима око Волге и Дона, а није било ни других значајних разлика између Кимеријаца и Скита, који су били сродне популације које се међусобно не разликују по култури и пореклу.
Други предлози за етничку припадност Кимеријаца укључују могућност да су они Трачани, или Трачани са иранском владајућом класом, или посебна група која је уско повезана са трачанским народима, као и маеотског порекла. Међутим, предлог о трачком пореклу Кимеријаца је критикован као исход Страбонововог неразликовања Кимеријаца и њихових савезника, трачког племена Трери.

## Локација
Првобитна домовина Кимеријаца пре него што су мигрирали у западну Азију била је у степи која се налазила северно од Каспијског мора и западно од реке Аракс све до Кимеријског Босфора, а неки Кимеријци су можда номадирали у Кубанској степи; Кимеријци су тако првобитно живели у каспијским и кавкаским степама, у области која одговара данашњој Јужној Русији. Подручје понтске степе до језера Мајотис је уместо тога било насељено Агатирсима, који су били још једно номадско иранско племе сродно Кимеријцима. Каснија тврдња грчких аутора да су Кимеријци живели у понтској степи око реке Тајрас била је ретроактивна тврдња која датира након нестанка Кимеријаца.
Током почетне фазе свог присуства у Западној Азији, Кимеријци су живели у земљи коју су месопотамски извори звали Гамир, односно Земља Кимеријаца, лоцирана око реке Куре, северно и северозападно од језера Севан и јужно од превоја Даријал или Клухор, у региону Закавказја источно од Колхиде који одговара данашњем Горију, у јужном делу Грузије.
Кимеријци су се касније поделили у две групе, са западном хордом која се налазила у Анадолији, и источном која се преселила у Ману и касније у Медију.

## Историја

### Порекло
Кимеријци су првобитно били део веће групе централноазијских номадских популација које су мигрирале на запад и формирале нове племенске групе у понтским и каспијским степама, а њихов успех у ширењу у источну Европу се догодио захваљујући развоју номадског сточарства и усвајању ефикасног оружја погодног за коњичко ратовање од стране ових номада. Степске културе којима су припадали Кимеријци су заузврат утицале на културе средње Европе као што је Халштатска култура, а сами Кимеријци су живели у степи која се налазила северно од Каспијског мора и западно од реке Аракс, док је регион Понтске степе све до језера Мајотис био насељен Агатирсима, који су били још једно номадско иранско племе сродно Кимеријцима.